# Olesîne, Kozova
Olesîne (în ucraineană Олесине) este localitatea de reședință a comunei Olesîne din raionul Kozova, regiunea Ternopil, Ucraina.

## Demografie
Componența lingvistică a localității Olesîne
     Ucraineană (99,62%)
     Alte limbi (0,38%)
Conform recensământului din 2001, majoritatea populației localității Olesîne era vorbitoare de ucraineană (99,62%), existând în minoritate și vorbitori de alte limbi.